# Groupe ornithologique normand
Le Groupe ornithologique normand - GONm - est une association naturaliste et de protection de l'environnement française, qui agit dans la région Normandie. L'association, fondée en 1972, est reconnue d’utilité publique depuis 1991, agréée au titre de la protection de l'environnement et comme association éducative complémentaire de l'enseignement public. 

## Histoire

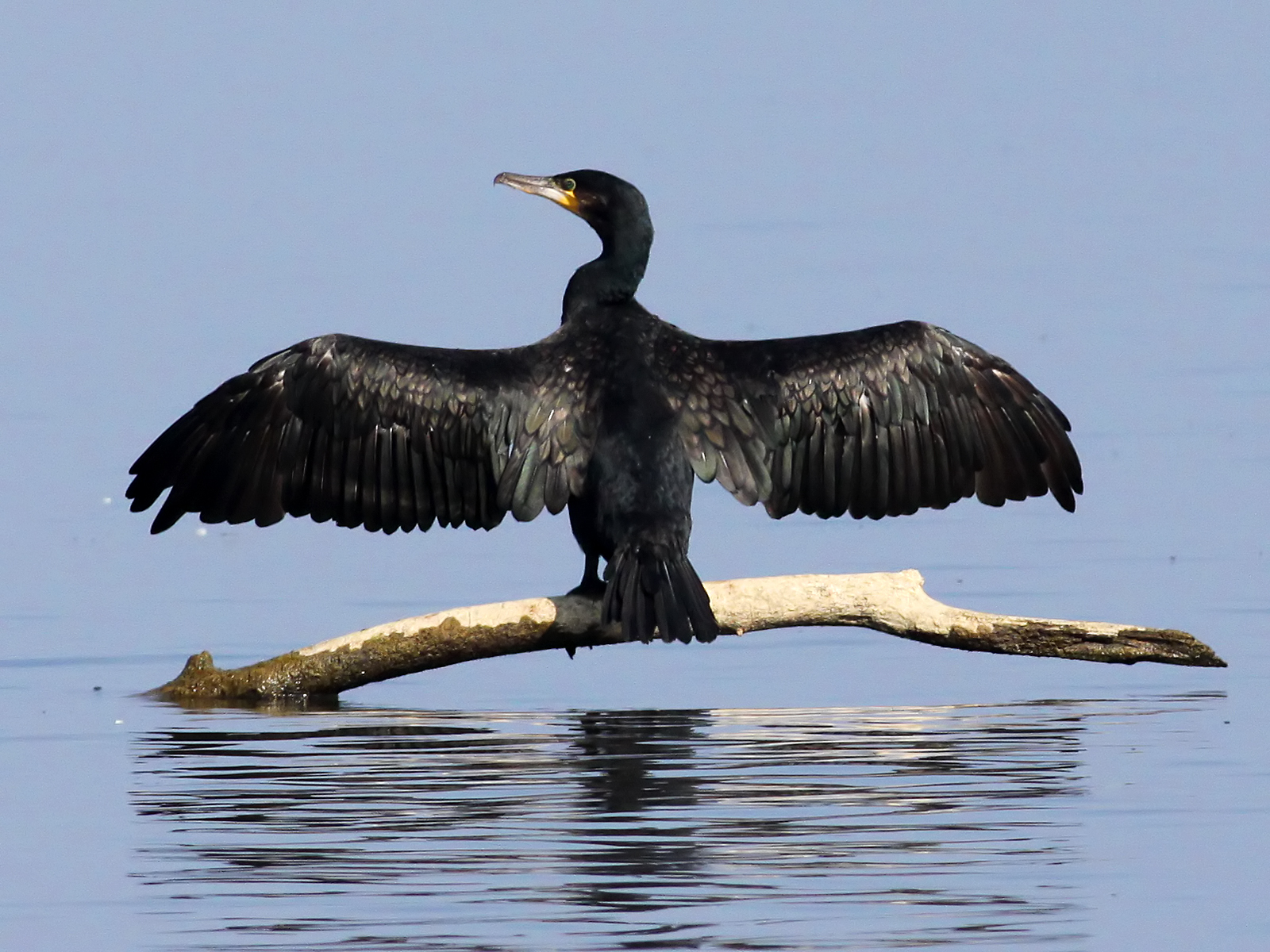
Le Grand Cormoran est l'emblème de l'association.

En 1969 le Bulletin du centre régional de baguage de Caen, organe d'échange entre ornithologues amateurs qui réalisent des baguages d'oiseaux est renommé Le Cormoran et devient une revue scientifique biannuelle. Le Groupe ornithologique régional est alors informel, et travaille sur les départements de Basse-Normandie (Calvados, Manche et Orne). Son adresse est la Faculté des sciences de l'université de Caen,. Durant quatre ans, elle étend son champ d'action à l'ensemble de la Normandie.
Les statuts du GONm sont déposés le 17 novembre 1972. La première assemblée générale a lieu le 9 décembre 1972, avec une cinquantaine de personnes. Bernard Braillon est élu président. En 1982, le GONm obtient la gestion de la réserve de l'Île de Terre sur l’archipel Saint-Marcouf, aujourd'hui « réserve Bernard Braillon ». En 1983, elle gère la Réserve naturelle nationale de la mare de Vauville. En 1985, une réserve ornithologique  est créée sur l'île de Tombelaine, dans la baie du Mont-Saint-Michel. En 1987, une nouvelle réserve est créée dans l'archipel des Îles Chausey.
En 1989, l'association publie un Atlas des oiseaux nicheurs de Normandie et des îles anglo-normandes de 248 pages, cartographiant la répartition des oiseaux de la région entre 1985 et 1988. Un Nouvel atlas est publié en 2009, pour la période 2003-2005. En 2022, à l'occasion de ses 50 ans, l'association publie la troisième édition de L’Atlas des oiseaux normands.
Le GONm surveille les migrations des oiseaux, entreprend des études sur les milieux et les écosystèmes, mène des actions de sensibilisation et d’information auprès du grand public en organisant stages, animations, sorties sur le terrain. L'association participe à plusieurs protocoles de sciences participatives aux côtés du Muséum national d'histoire naturelle et de la Ligue pour la protection des oiseaux (LPO),,.
En 2024, le Groupe ornithologique normand gère 44 sites regroupés en 26 réserves, représentant 836 ha. L'association est propriétaire de 350 ha, dont 275 ha dans la vallée de la Taute, 10 ha dans la vallée de l'Aure, 26 ha dans la vallée de la Sée, 28 ha dans la vallée de la Risle, 3 ha dans le Pays d'Ouche et 4 ha dans la plaine de Caen à Saint-Sylvain,.